# Daphne emeiensis
Daphne emeiensis är en tibastväxtart som beskrevs av C.Y. Chang. Daphne emeiensis ingår i släktet tibaster, och familjen tibastväxter. Inga underarter finns listade i Catalogue of Life.